# Anii 1440
Secole: Secolul al XV-lea - Secolul al XVI-lea - Secolul al XVII-lea
Decenii: Anii 1390 Anii 1400 Anii 1410 Anii 1420 Anii 1430 - Anii 1440 - Anii 1450 Anii 1460 Anii 1470 Anii 1480 Anii 1490
Ani: 1440 | 1441 | 1442 | 1443 | 1444 | 1445 | 1446 | 1447 | 1448 | 1449